# NK Koprivnica (2019.)
Nogometni klub Koprivnica, do 2021. Nogometni klub Tehnika-Koprivnica, je nogometni klub iz Koprivnice, Koprivničko-križevačka županija, Hrvatska. Natječe se u 3. NL – Sjever, ligi četvrtog stupnja hrvatskog nogometnog prvenstva.

## O klubu
NK "Tehnika-Koprivnica je nastala 2019. godine spajanjem Koprivnice (3. HNL – Istok) i Tehnike (1. ŽNL Koprivničko-križevačka).  Novi klub je u sezoni 2019./20. počeo s ligaškim natjecanjem u 4. NL Bjelovar – Koprivnica – Virovitica, a u svojoj prvoj sezoni je osvojio županijski kup, te je tako u sezoni 2020./21. nastupio u Hrvatskom kupu. U ljeto 2021. godine je došlo do preimenovanja kluba u NK Koprivnica.

## Uspjesi
Kup Nogometnog saveza Koprivničko-križevačke županije
- pobjednik: 2019./20.

## Pregled plasmana po sezonama
| sezona             | rang               | liga                                     | dio lige           | poz.               | klubova u ligi     | ut                 | pob                | ner                | por                | gol+               | gol-               | bod                | napomene                          | izvori             |
| Tehnika-Koprivnica | Tehnika-Koprivnica | Tehnika-Koprivnica                       | Tehnika-Koprivnica | Tehnika-Koprivnica | Tehnika-Koprivnica | Tehnika-Koprivnica | Tehnika-Koprivnica | Tehnika-Koprivnica | Tehnika-Koprivnica | Tehnika-Koprivnica | Tehnika-Koprivnica | Tehnika-Koprivnica | Tehnika-Koprivnica                | Tehnika-Koprivnica |
| ------------------ | ------------------ | ---------------------------------------- | ------------------ | ------------------ | ------------------ | ------------------ | ------------------ | ------------------ | ------------------ | ------------------ | ------------------ | ------------------ | --------------------------------- | ------------------ |
| 2019./20.          | IV.                | 4. NL Bjelovar – Koprivnica – Virovitica |                    | 12.                | 14                 | 13                 | 3                  | 2                  | 8                  | 16                 | 30                 | 11                 | prekinuto radi pandemije COVID-19 |                    |
| 2020./21.          | IV.                | 4. NL Bjelovar – Koprivnica – Virovitica |                    | 4.                 | 15                 | 28                 | 18                 | 6                  | 6                  | 55                 | 30                 | 51 (-3)            |                                   |                    |
| Koprivnica         |                    |                                          |                    |                    |                    |                    |                    |                    |                    |                    |                    |                    |                                   |                    |
| 2021./22.          | III.               | 3. HNL – Sjever                          | Liga za ostanak    | 7.                 | 12                 | 27                 | 7                  | 9                  | 11                 | 40                 | 51                 | 30                 | uključeni svi rezultati           |                    |
| 2022./23.          | IV.                | 3. NL – Sjever                           |                    |                    | 10                 |                    |                    |                    |                    |                    |                    |                    |                                   |                    |
|                    |                    |                                          |                    |                    |                    |                    |                    |                    |                    |                    |                    |                    |                                   |                    |
|                    |                    |                                          |                    |                    |                    |                    |                    |                    |                    |                    |                    |                    |                                   |                    |

## Nastupi u kupovima

### Hrvatski kup
| Sezona                                                                               | Faza natjecanja | Protivnik             | Rezultat ("Teh.-Kop." : protivnik) | Napomene |
| ------------------------------------------------------------------------------------ | --------------- | --------------------- | ---------------------------------- | -------- |
| 2020./21.                                                                            | pretkolo        | Rudar Mursko Središće | 0:3                                |          |
|                                                                                      |                 |                       |                                    |          |
| rezultat podebljan - domaća utakmica rezultat normalne debljine - gostujuća utakmica |                 |                       |                                    |          |

## Vanjske poveznice
- nk-tehnikakoprivnica.hr
- nk-tehnikakoprivnica.hr, wayback arhiva
- localgymsandfitness.com, NK Tehnika Koprivnica
- (engl.) worldfootball.net, NK Tehnika Koprivnica
- (engl.) sofascore.com, 'NK Tehnika Koprivnica
- (engl.) transfermarkt.com, NK Tehnika-Koprivnica
- klikaj.hr